# Erzsébet tér (Budapest)
Az Erzsébet tér Budapest V. kerületében. A Bécsi utca, a József Attila utca, a Bajcsy-Zsilinszky út és a Harmincad utca határolja. Ez a pesti belváros legnagyobb zöldterülete.

## Történelem
A pesti városfal Váci kapuján kívül alakult ki először Új tér, későbbi nevén Vásártér néven. 1858-tól Erzsébet tér, 1946-tól Sztálin tér, 1953-tól Engels tér, 1990-től ismét Erzsébet tér a neve.

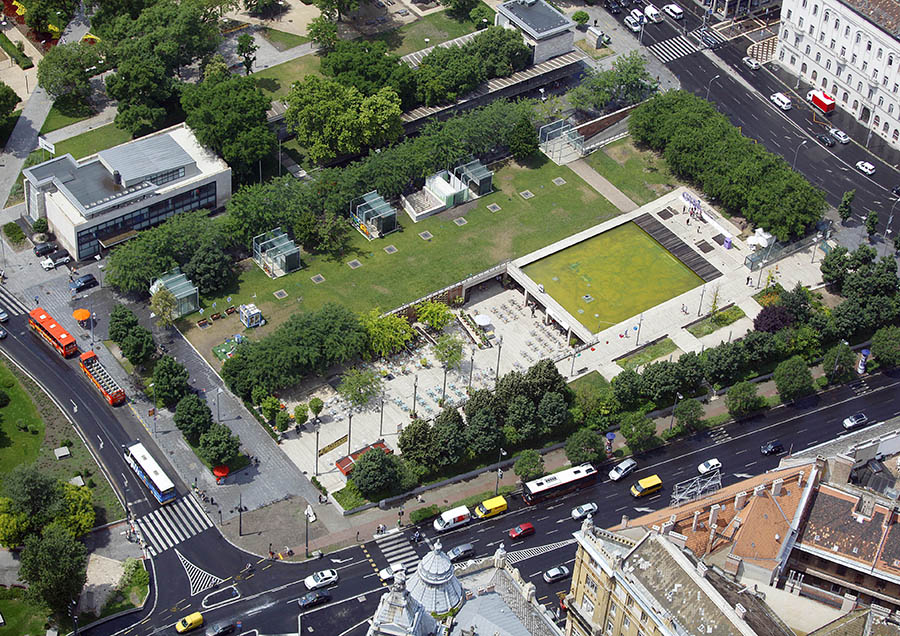
Erzsébet tér (Budapest) légi felvétele

Itt állt a Hauszmann Alajos által tervezett Kioszk, melynek földszintjén kávéház, emeletén táncterem volt. Később ebben az épületben kapott helyet a Nemzeti Szalon, amit a  második világháború után lebontottak. 1948-ban a főváros döntést hozott az Erzsébet és a Deák Ferenc tér összekötéséről. A Bajcsy-Zsilinszky út és a tér közötti területen, a mai Akvárium klub helyén a Kemnitzer-házat és a Marokkó udvart magába foglaló bérházsort 1962-1964 között bontották le. A helyén parkolót alakítottak ki. 
A Gödör Klub az 1998-ban elkezdett, majd félbehagyott Nemzeti Színház építkezésének munkagödréből (az alapkőletételre 1998. március 28-án került sor) létesült 2002-ben. 2012-ben a Gödör a Király utca elejére költözött. 2014-ben az Akvárium nevet kapta a felszín alatt két szintesre bővített szórakozóhely.
A tér közepét díszíti a Danubius-kút, amelynek a második világháborúban elpusztult eredetije a Kálvin téren állt. A téren épült fel a Volánbusz (korábban: Volán) központi autóbusz-pályaudvara, a belföldi és nemzetközi járatok részére, Nyíri István tervei szerint 1948–1949 között. Forgalmát a 2002-ben átadott Népliget autóbusz-pályaudvar vette át. Az 1977-ben műemléki védettséget kapott épületében 2011-2016 között a Design Terminal működött.  Az Erzsébet teret 2006-ban felújították.

## A tér mai nevezetességei
- Derra-ház a Bécsi utca és Október 6. utca sarkán
- Polgármesteri hivatal, Belváros-Lipótváros
- Kempinski Hotel Corvinus luxusszálloda
- Óriáskerék, 2013 nyara óta
- Design Terminal
- Danubius-kút
- Ritz-Carlton Hotel

## Galéria

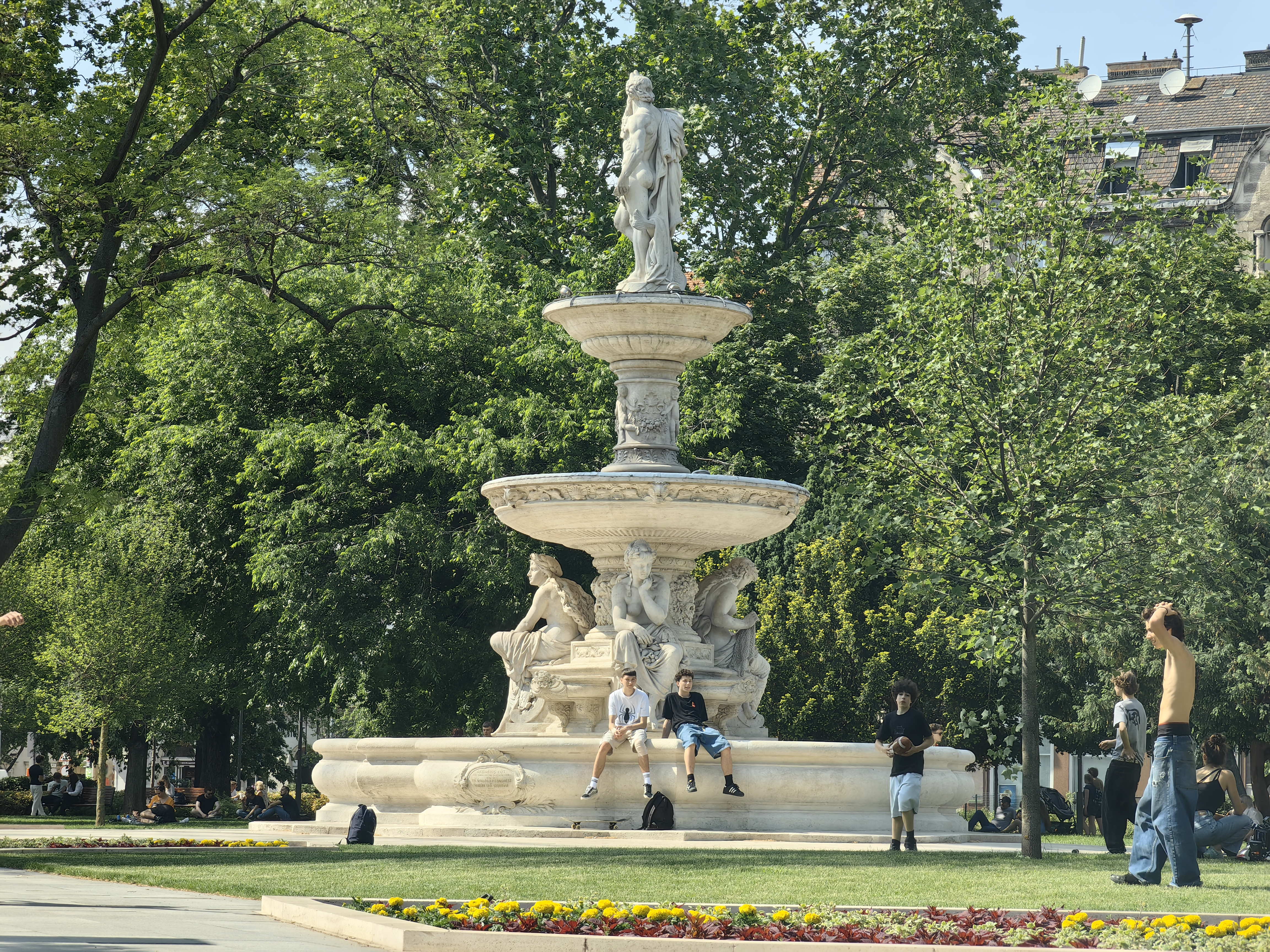
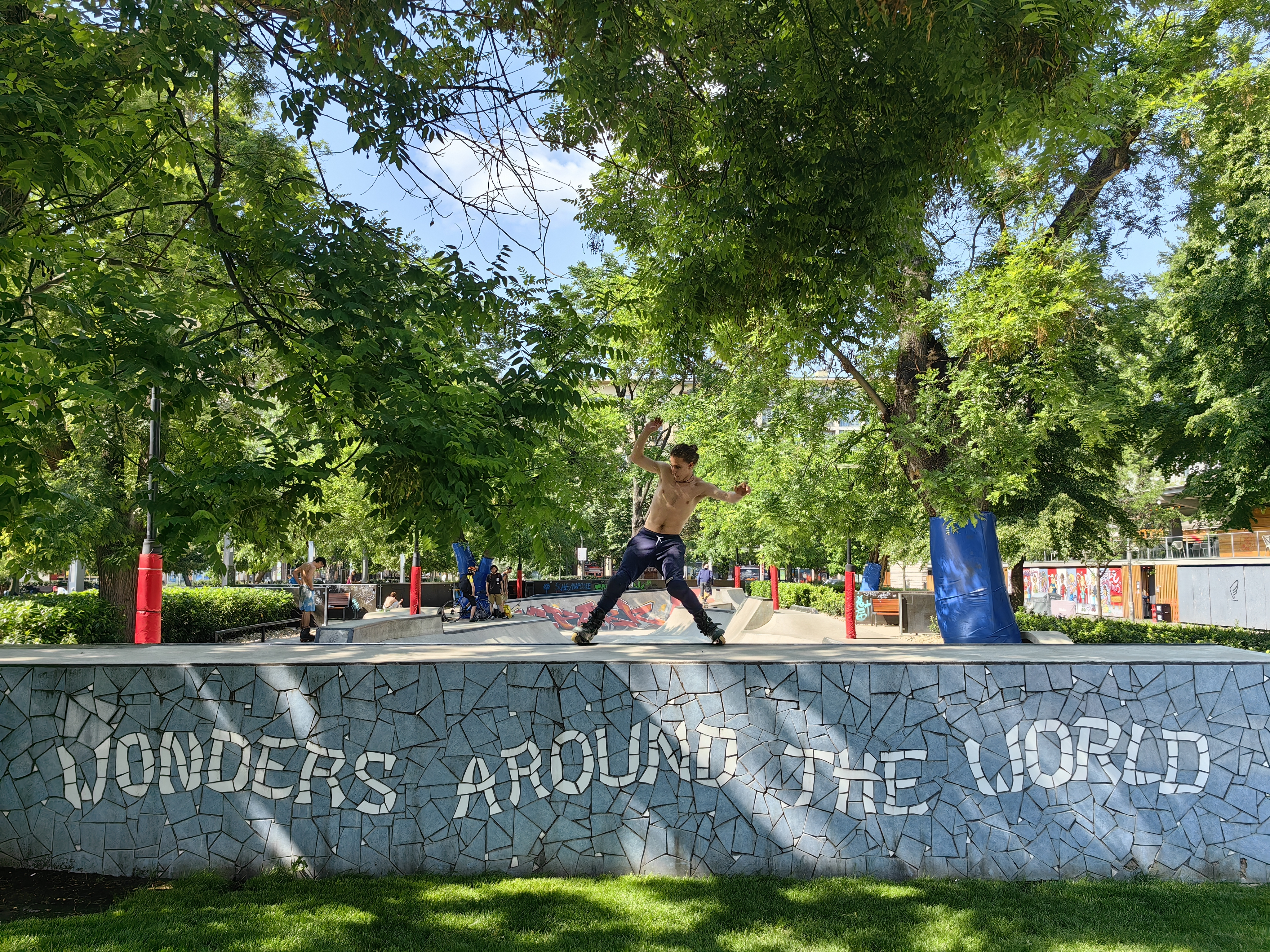
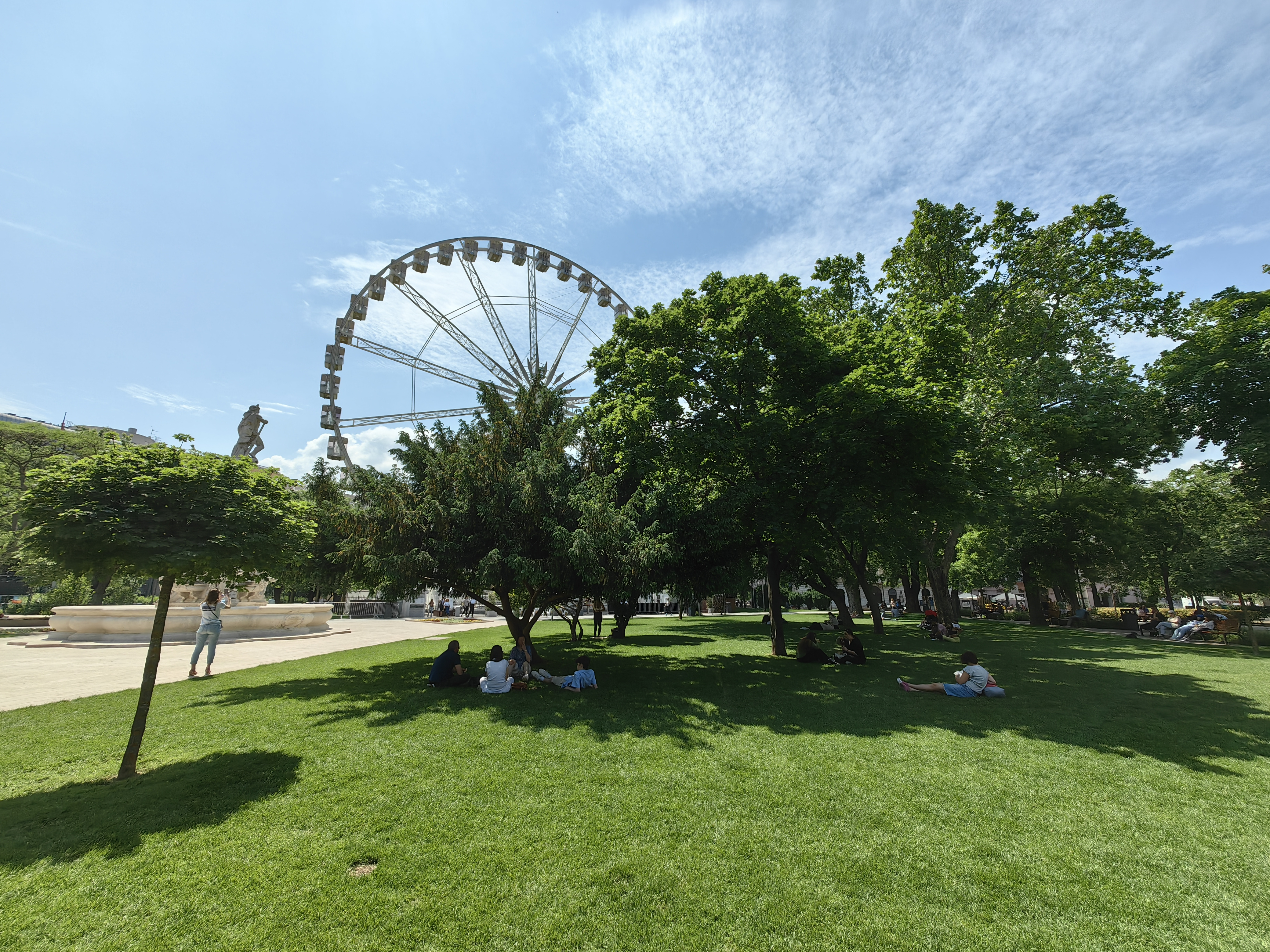
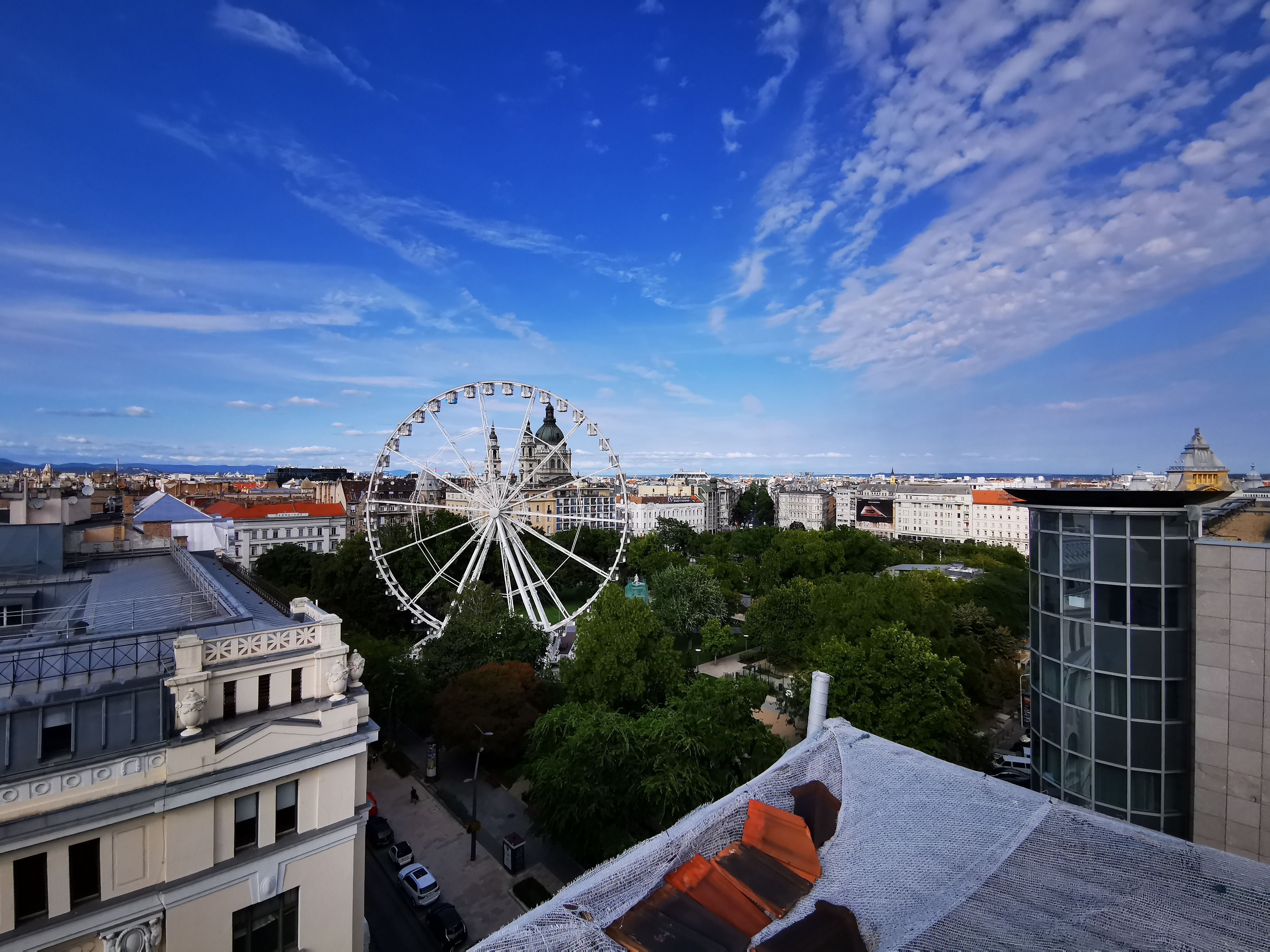
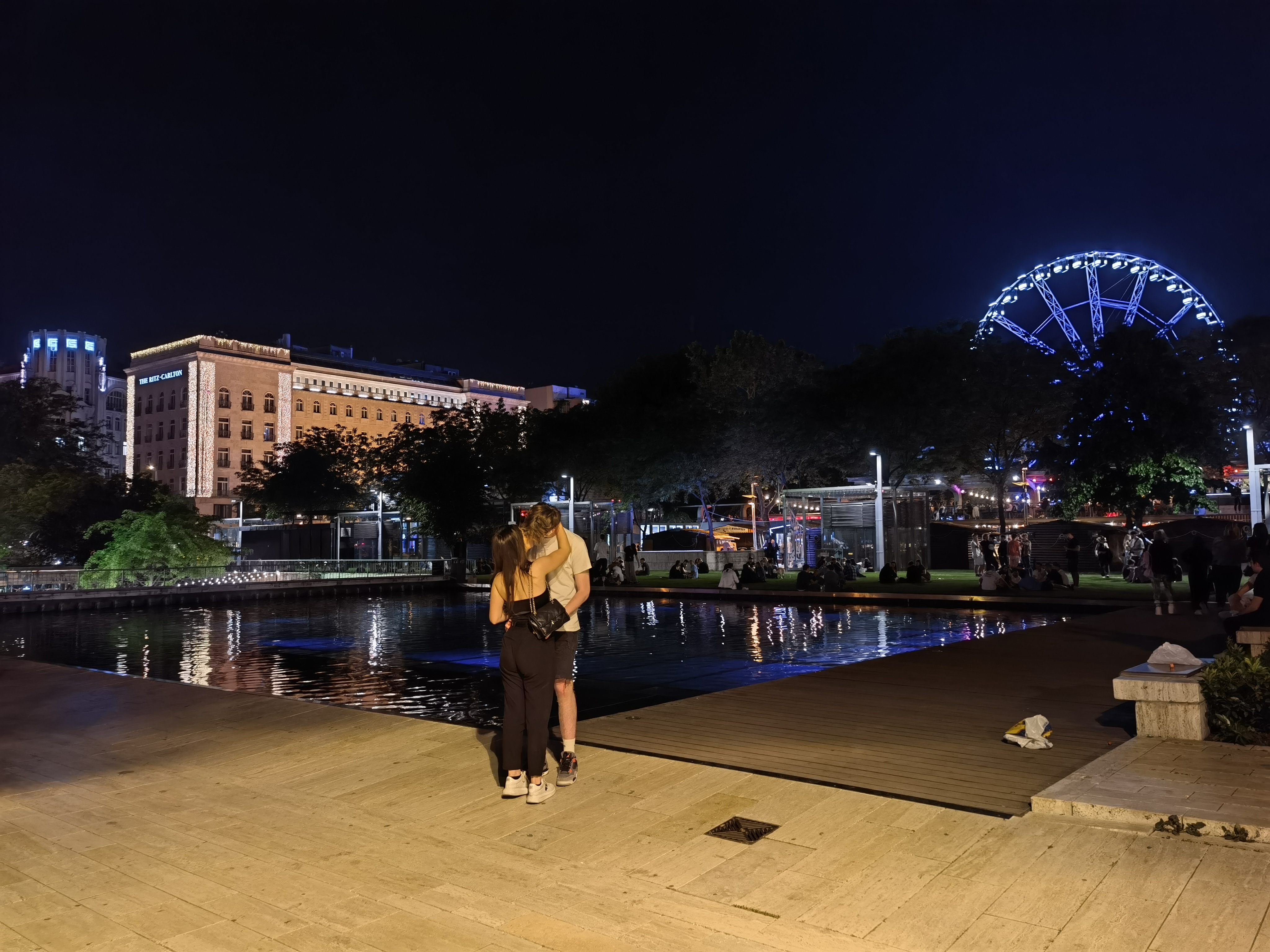
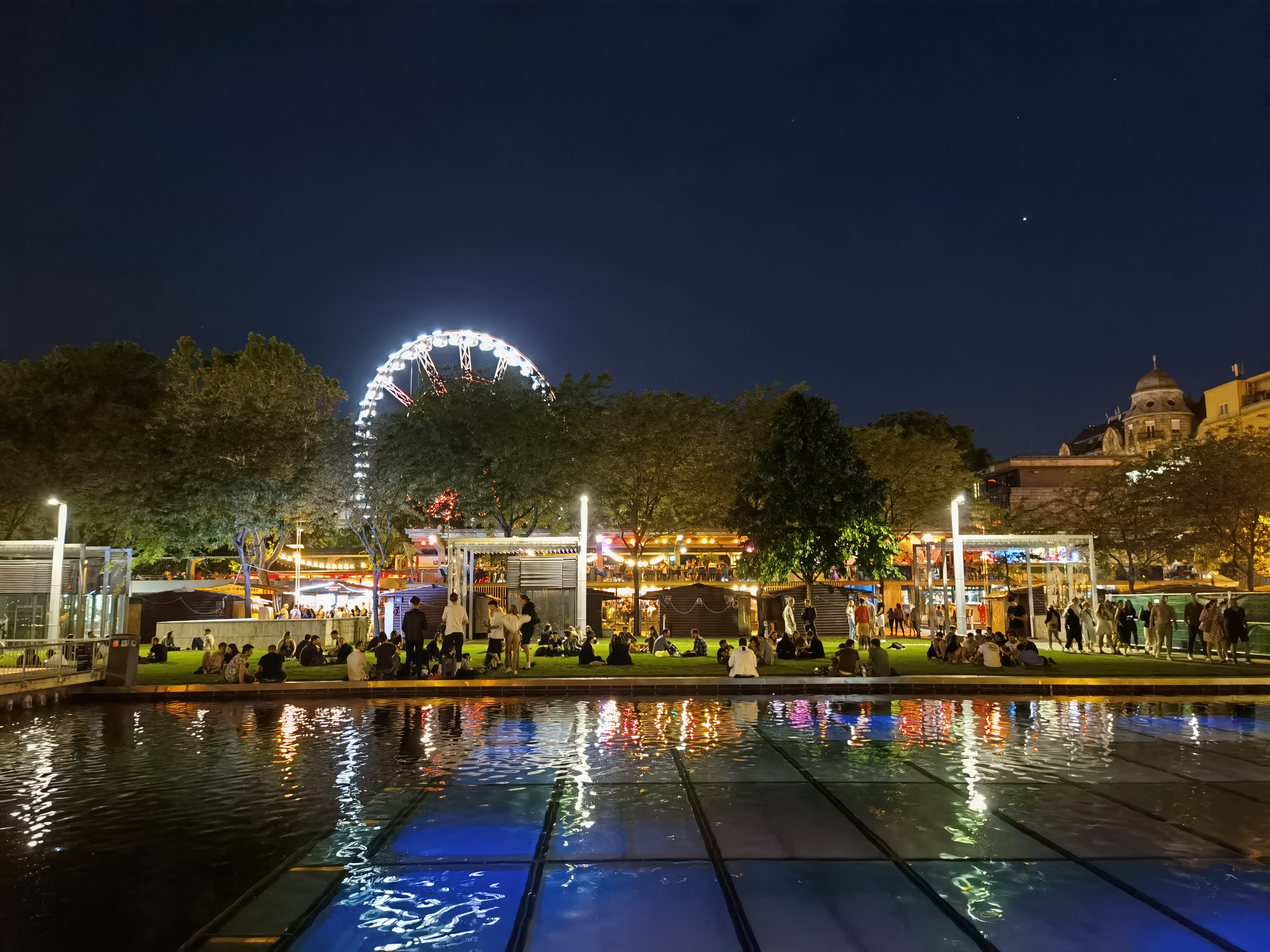
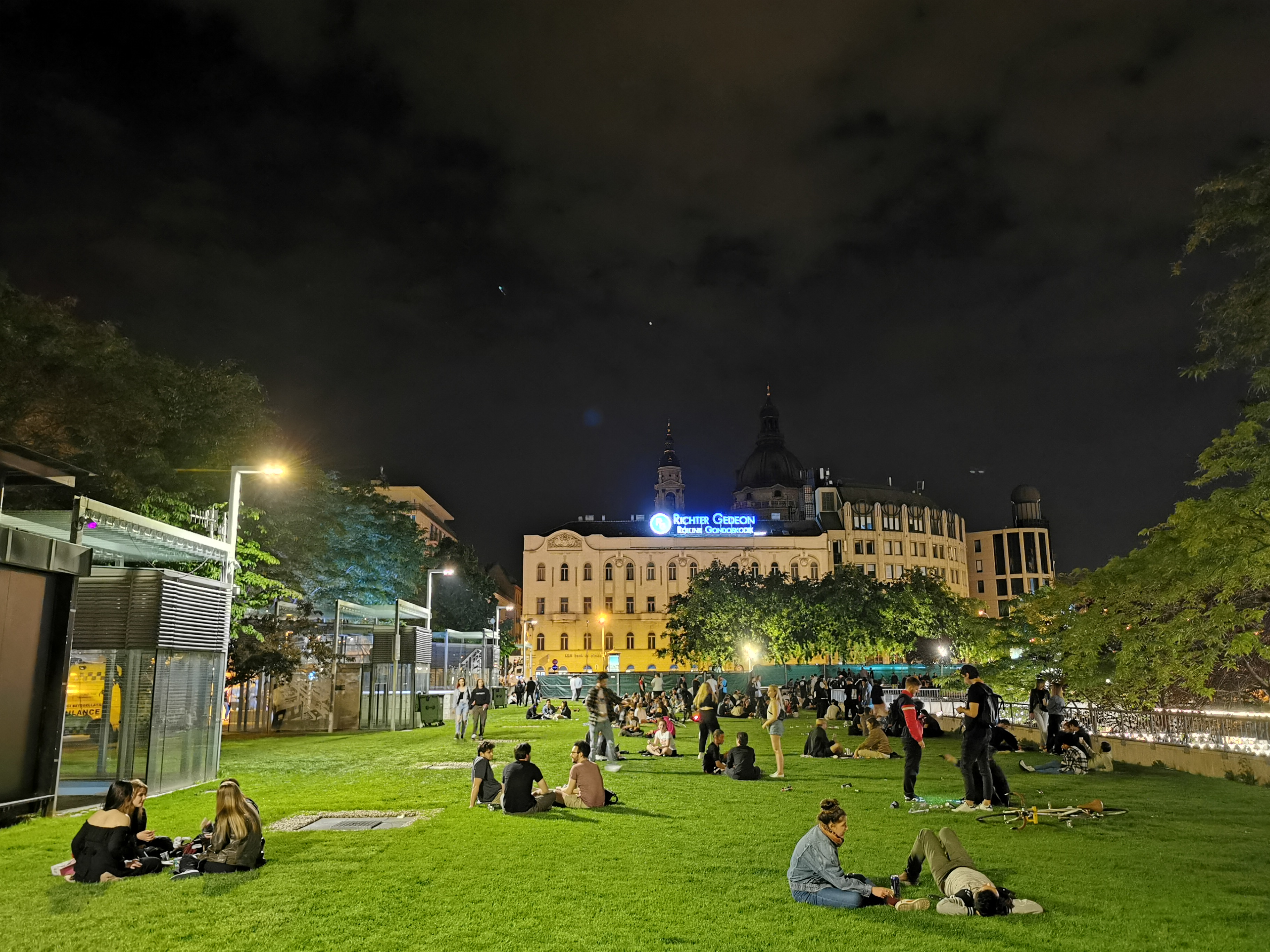
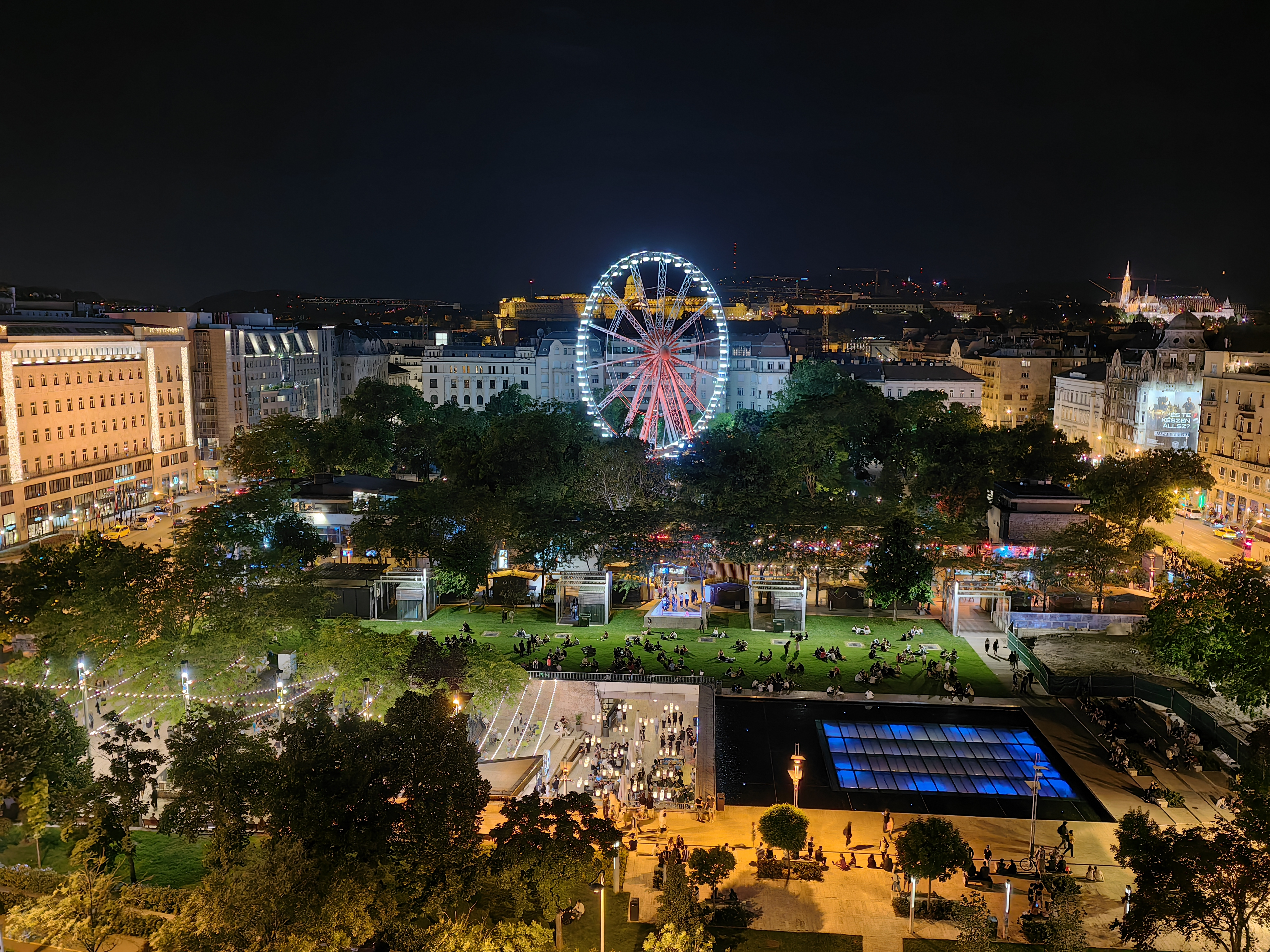
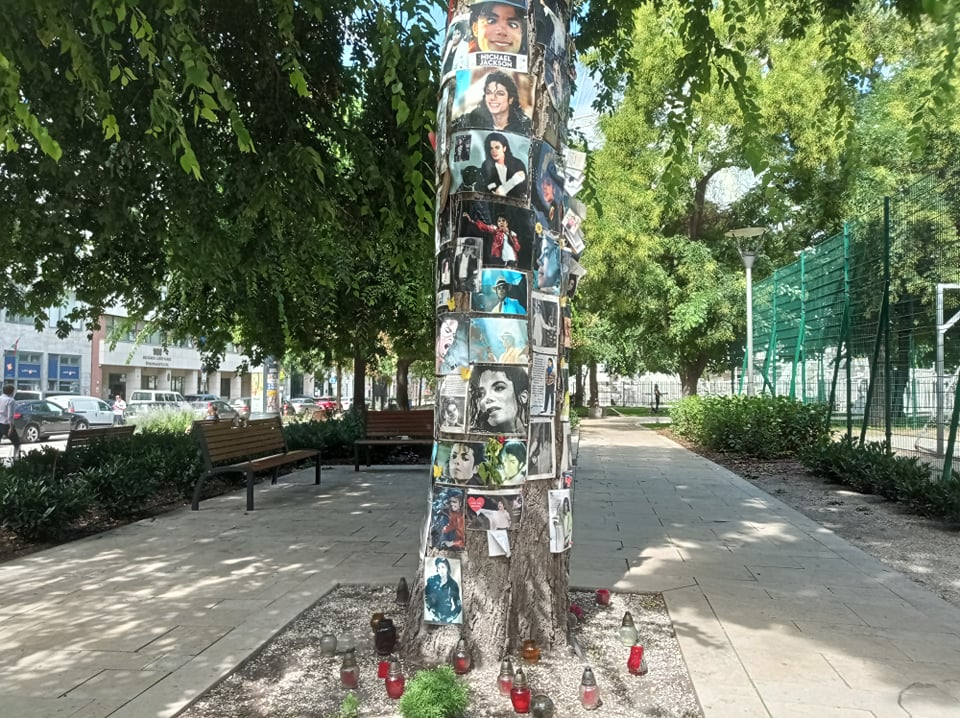